# Смолњик
Смолњик (слч. Smolník) насељено је мјесто са административним статусом сеоске општине (слч. obec) у округу Гелњица, у Кошичком крају, Словачка Република.

## Становништво
| Година:    | 1994. | 2004.   | 2014.    | 2024.    |
| ---------- | ----- | ------- | -------- | -------- |
| Број људи: | 1264  | 1278    | 1064     | 944      |
| Разлика:   |       | +1,10 % | -16,74 % | -11,27 % |

| Година:    | 2023. | 2024.   |
| ---------- | ----- | ------- |
| Број људи: | 954   | 944     |
| Разлика:   |       | -1,04 % |

Према подацима о броју становника из 2011. године насеље је имало 1.129 становника.